# Florae Senegambiae Tentamen
Florae Senegambiae Tentamen (abreviado Fl. Seneg. Tent.) es un libro con ilustraciones y descripciones botánicas que fue escrito conjuntamente por Jean Baptiste Antoine Guillemin y Achille Richard. Fue publicado en París en un volumen con 8 partes en los años 1830-1833 con el nombre de Florae Senegambiae Tentamen, seu Historia Plantarum in Diversis Senegambiae Regionibus a Peregrinatoribus Perrottet et Leprieur Detectarum.

## Publicaciones
- Parte n.º 1, p. [1]-40, 15-30 Jan 1831;
- Parte n.º 2, p. 41-80, 23-26 Apr 1831;
- Parte n.º 3, p. 81-120, 23 Jun 1831;
- Parte n.º 4, p. 121-160,¹Sep 1831;
- Parte n.º 5, p. 161-200, 11-17 Feb 1832;
- Parte n.º 6, p. 201-240, 2 Jul 1832;
- Parte n.º 7, p. 241-280, 22 Oct 1832;
- Parte n.º 8, p. 281-316, 15 Apr 1833